# Bomolochus exilipes
Bomolochus exilipes är en kräftdjursart. Bomolochus exilipes ingår i släktet Bomolochus och familjen Bomolochidae. Inga underarter finns listade i Catalogue of Life.